# Furioso (attractie)
De Furioso is een attractietype dat wordt gebouwd door Mondial Rides.

## Beschrijving
De Furioso is een variant op de kermisklassieker de booster en is een kleinere versie van de Capriolo 8 van datzelfde bedrijf. De attractie bestaat uit een centrale mast met daaraan een arm bevestigd Die rond dit bevestigingspunt kan ronddraaien. Aan de ene kant van de arm hangt een gondel, aan de andere kant een tegengewicht. De Furioso is minder hoog dan de Capriolo, en de gondel kan niet rond de as van het verlengde van de arm draaien (zoals bij de Capriolo 10 het geval is).
Het principe is wel hetzelfde: De Furioso lijkt op een halve Booster. De beweging is hetzelfde: de arm kan 360 °C draaien en de gondel kan ook 360 °C over de kop draaien.

## Exemplaren
Op dit moment (begin 2016) zijn er maar enkele Furioso's gebouwd. Deze reizen voornamelijk op de kermis in Europa, maar ook in Oceanië.